# Mylo Xyloto
Mylo Xyloto — пятый студийный альбом британской альтернативной группы Coldplay. Альбом был выпущен 24 октября 2011 года лейблом EMI. Ему предшествовали синглы «Every Teardrop Is a Waterfall» — вышел 3 июня 2011 года и «Paradise» — 12 сентября 2011 года, а вслед за альбомом вышел третий сингл — «Princess of China», 25 октября 2011 года. В записи песни «Princess of China» принимала участие певица Рианна.

## Предыстория
В ноябре 2008 года в интервью All Headline News солист Coldplay Крис Мартин заявил: «Я не думаю, что группам следует продолжать жить после [возраста] 33 лет», позже перефразировав это, чтобы сказать, что то, что он имелось в виду, что они должны действовать «как будто это наш последний [альбом], потому что это единственный способ продолжить» в декабре 2008 года, добавив, что он думает, что группа никогда не распадется. Бас-гитарист Гай Берриман, который ранее писал, что группе «просто нужно начать работу и посмотреть, как она сложится», сообщил, что группа вернется в студию: «У нас уже есть списки идей для песен. Мы никогда не прекращаем писать. Мы идем в студию со всеми продуманными планами, а в итоге получаем совсем не то, что планировали. Просто интересно узнать, что же будет из колонок через год. У нас запланированы очень интересные вещи. Пришло время развернуть нашу музыку в разных направлениях и по-настоящему исследовать другие направления».
В одном из интервью Мартин предсказал, что в стиле грядущего альбома будет меньше фанфар и более «урезанное» звучание.

### Студии
В ноябре 2008 года Coldplay открыли штаб-квартиру звукозаписи в заброшенной пекарне в Примроуз-Хилл, Северный Лондон, где они записали большую часть Viva la Vida or Death and All His Friends. Часть Mylo Xyloto также была записана там же, однако на этот раз они использовали новую студию, недалеко от оригинала, под названием The Beehive. В то время как в The Bakery было записано несколько наложений и много компиляции, в новой студии было сделано много живых записей и живых дублей. The Beehive был описан Риком Симпсоном, одним из продюсеров, как «большая комната». Один из роуди группы написал в блоге о студии, назвав ее «великолепной реверберацией». Еще о мастерской он сказал: «Куда бы вы ни пошли, туда проникает свет. Даже в относительно мрачный британский полдень внутри заметно светло. Могу только представить, что это отразится в новом материале».

## Оформление

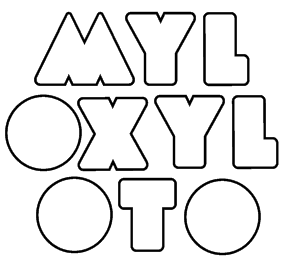
Оформление название альбома

Обложки альбома были представлены 12 августа 2011 года, вдохновленные граффити, группа снова работала с давними соавторами Таппином Гофтоном и, на этот раз, также с британским уличным художником Paris. Группа уже начала исследовать и работать с граффити в своих домашних студиях, The Bakery и The Beehive, когда дизайнер Мисти Бакли представила им Paris, поскольку они искали художника-граффити, который научит их технике выполнения этого. Хотя изначально он должен был быть просто «учителем», Paris остался в проекте до конца, продюсируя часть финальной работы вместе с группой.
Coldplay хотели, чтобы это был взрыв ярких цветов в противовес приглушенной цветовой палитре Viva la Vida, и в то же время они хотели добавить много текстов и кодов. Исследования и разработки в области уличного искусства начались за шесть месяцев до начала работ. Затем сама группа и Пэрис нарисовали стену граффити, состоящую из девяти частей. Таппин Гофтон хотел увидеть всю эволюцию стены, поэтому в конце каждого дня она делала множество очень подробных фотографий. В конце концов, изображение, состоящее из трех частей стены, было размещено на обложке, а вся стена была помещена в центре буклета компакт-диска.
В финальных версиях обложек есть изображение стены. Половина компакт-дисков была упакована с перевернутым буклетом, на котором были изображены серебряные инициалы «MX» на вырезанном листе, помещенном поверх фотографии на лицевой стороне, а другая половина была упакована с полным изображением и полным названием альбома, написанным над ним. На обеих обложках использован оригинальный шрифт, созданный для этой работы; новый шрифт используется в большей части графического продвижения альбома.

## Список композиций
Все песни написаны Гайем Беррименом, Джонни Баклендом, Крисом Мартином и Уиллом Чемпином
| №   | Название                                  | Длительность |
| --- | ----------------------------------------- | ------------ |
| 1.  | «Mylo Xyloto»                             | 0:42         |
| 2.  | «Hurts Like Heaven»                       | 4:02         |
| 3.  | «Paradise»                                | 4:38         |
| 4.  | «Charlie Brown»                           | 4:45         |
| 5.  | «Us Against the World»                    | 4:00         |
| 6.  | «M.M.I.X.»                                | 0:48         |
| 7.  | «Every Teardrop Is a Waterfall»           | 4:01         |
| 8.  | «Major Minus»                             | 3:30         |
| 9.  | «U.F.O.»                                  | 2:18         |
| 10. | «Princess of China» (совместно с Рианной) | 3:58         |
| 11. | «Up in Flames»                            | 3:13         |
| 12. | «A Hopeful Transmission»                  | 0:33         |
| 13. | «Don't Let It Break Your Heart»           | 3:54         |
| 14. | «Up with the Birds»                       | 3:46         |